# Möwenstein (Ummanz)

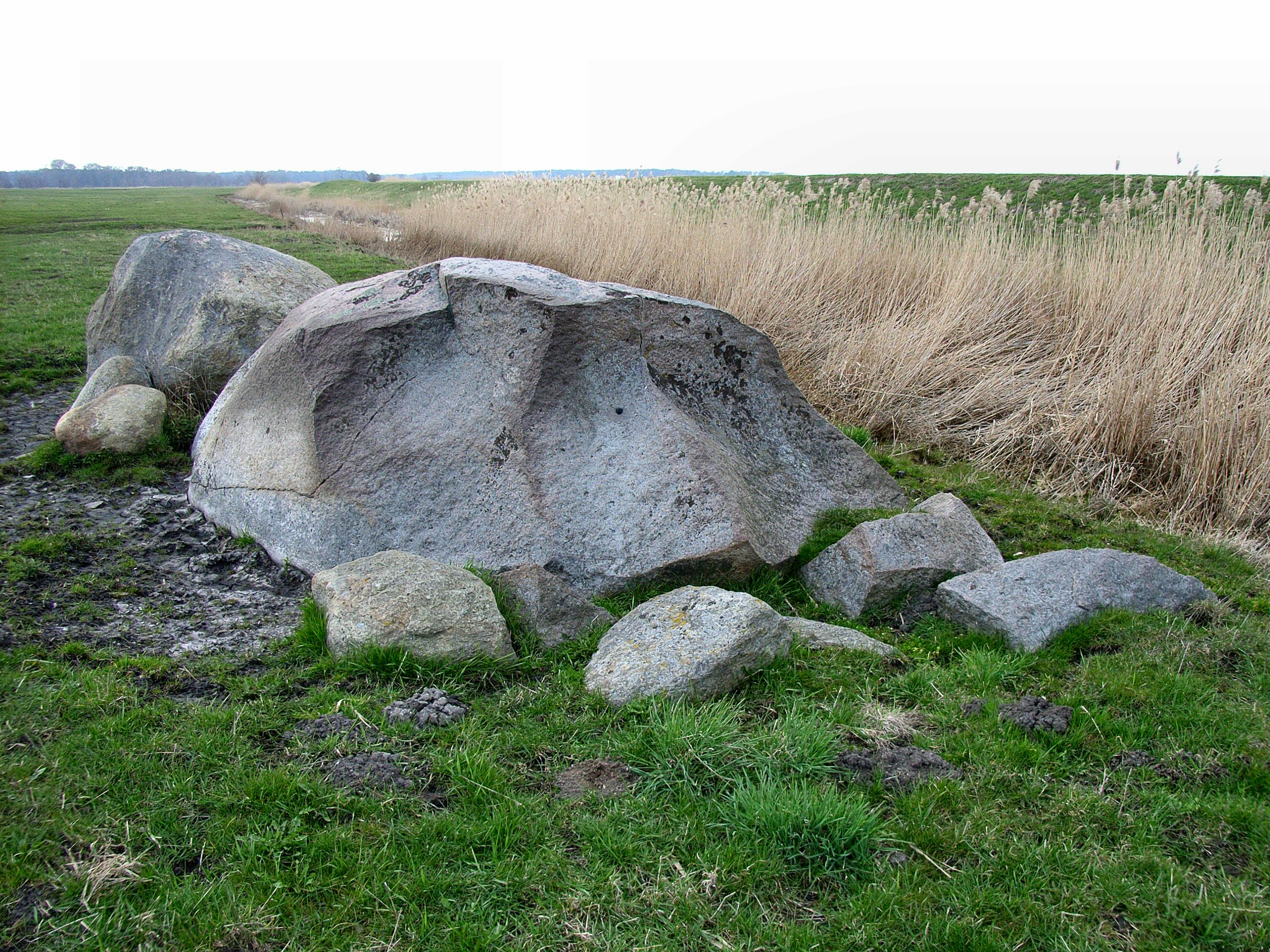
Findling Möwenstein bei Tankow auf Ummanz

Der Möwenstein ist ein durch die Gletscher der Eiszeit aus dem Bereich der Insel Bornholm nach Süden transportierter Findling.
Er befindet sich auf der Insel Ummanz im Westen Rügens im Nationalpark Vorpommersche Boddenlandschaft. Dort sind Findlinge relativ selten, die meisten liegen im Osten von Rügen.
Der Stein ist durch Bohrlöcher beschädigt und es sind Folgeschäden durch Frostsprengung zu befürchten.
Der gesetzlich geschützte Block aus Syenogranit Hammergranit ist beim Landesamt für Umwelt, Naturschutz und Geologie als Geotop unter der Nummer G2 91 erfasst. Der Stein ist 5,7 Meter lang, 3,7 Meter breit und 2,5 Meter hoch. Bei einem Umfang von 15,0 Meter hat er ein Volumen von etwa 27 Kubikmetern.

## Zugang
Der Möwenstein liegt im Vogelschutzgebiet direkt am Deich bei Tankow und ist von der Aussichtsplattform für die Vogelbeobachtung schwach auszumachen. Der direkte Zugang ist entsprechend den Naturschutzvorschriften jahreszeitlich beschränkt.